# Nyár

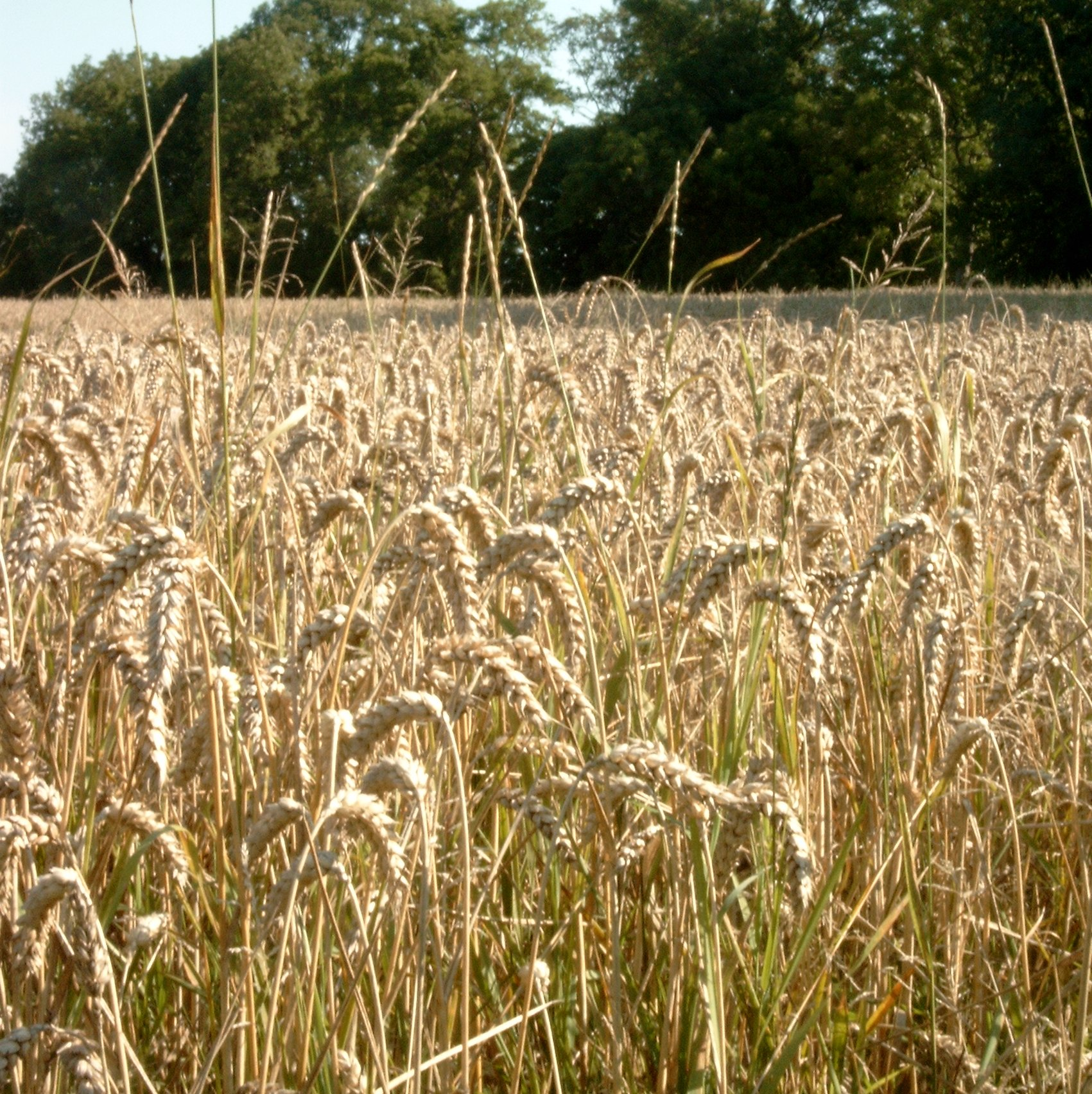
Gabona aratás előtt

A nyár a mérsékelt égöv egyik évszaka, a leghosszabb nappalok és a legmelegebb időjárás jellemzi, időben a tavasz és az ősz között helyezkedik el. Trópusi, illetve száraz égövi tájakon nem létezik.
Az egyes évszakok kezdete kultúráktól függően változó, csillagászati és az adott területi meteorológián alapul. Általában amikor a déli féltekén nyár van, az északin tél, és fordítva. A trópusi és szubtrópusi területeken az esős évszak nyáron következik be, ekkor trópusi ciklonok alakulnak ki és vándorolnak a trópusi és szubtrópusi óceánok felett. A kontinensek belsejében viharok hozhatnak jégesőt is délutánonként és esténként. Az iskolákban nyári szünet van a forró időjárás és a hosszabb napok előnyeinek kihasználására.

## Kialakulásának okai
A Föld gömb alakjából következően alakulnak ki az éghajlati övek. A pólusokon a beesési szög kicsi, a kis beesési szög alatt érkező hőmennyiség is kicsi, és jelentős részben visszaverődik. Az Egyenlítőn a beesési szög nagy, ezért itt erősebb a felmelegedés. Az éghajlati övek határait meghatározott szélességi köröknél vettük fel: ezek a térítők és sarkkörök. A legtöbb energiát a két térítő közötti trópusi öv, ezen belül az Egyenlítő kapja.
A beesési szögek szempontjából kitüntetett időpontok vannak a keringési pályán. A Baktérítőn való (legdélebbi) zeniten delelés a téli napforduló (december 22.), a Ráktérítőn való (legészakabbi) zeniten delelés a nyári napforduló (június 21.) napja, március 21. és szeptember 23. a tavaszi és őszi nap-éj egyenlőségek időpontjai.

## Kezdete és vége

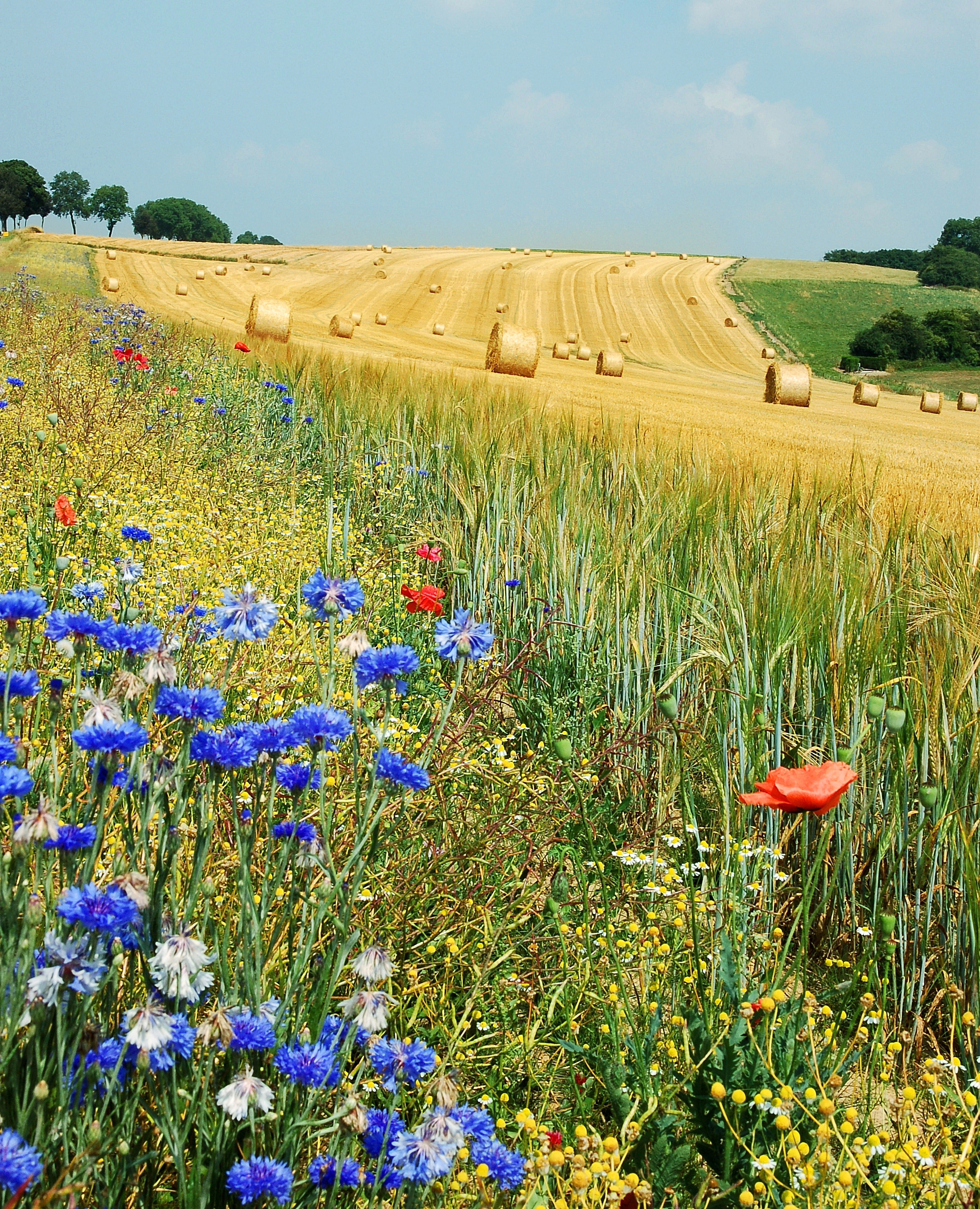
Nyári mező

Csillagászati szempontból a nap-éj egyenlőségek és napfordulók az adott évszakok közepén vannak, azonban időszakos eltolódások előfordulnak, hogy az évszak meteorológiai kezdete – ami az átlaghőmérsékleten alapul – több héttel később következik be, mint a csillagászati kezdete. A meteorológusok szerint a nyár kiterjed június, július és augusztus hónapokra az északi féltekén, illetve december, január és február hónapokra a déli féltekén. A nyár meteorológiai meghatározása igazodik ahhoz az általános véleményhez, hogy a nyár az az évszak, melyben az év leghosszabb és legmelegebb nappalai vannak. Csillagászati szempontból a nappalok folyamatosan hosszabbodnak a napéjegyenlőségtől a napfordulóig, a napforduló után pedig fokozatosan rövidülnek. Ennek ellenére a dátum nem ugyanaz minden évben.
Az évszakoknak ezt a meteorológiai meghatározását alkalmazzák Ausztráliában, Dániában és a volt Szovjetunió területén, valamint sokak által az Egyesült Királyságban is, ahol a nyár május közepétől augusztus közepéig tart. A napéjegyenlőségeken és napfordulókon alapuló meghatározás az Egyesült Államokra jellemző, ahol több területen van kontinentális éghajlat kb. hat hetes hőmérsékleti eltolódással.
Máshol a napéjegyenlőségek és napfordulók az évszakok közepét jelzik, nem a kezdetét. A kínai csillagászatban például a nyár május 5. körül kezdődik egy jiéqìvel (napciklus) vagy lixiával (立夏), és augusztus 6. körül végződik. A nyugati használatra példa William Shakespeare Szentivánéji álom című műve, mely a nyár legrövidebb éjszakáján játszódik, ez a nyári napforduló.
Írországban a Met Eireann, a nemzeti meteorológiai szolgálat szerint a nyár június, július és augusztus hónapokban van. Azonban az ír naptár szerint a nyár május 1-jétől augusztus 1-jéig tart. Az iskolai tankönyvek is inkább a kulturális normát követik, és a május 1-jei dátumot használják a nyár kezdetére a meteorológia által alkalmazott június 1. helyett.
Dél- és Délkelet-Ázsiában, a monszunok előfordulási helyén a nyár időszakát általában márciustól májusig, június elejéig tartják, arrafelé ezek az év legforróbb hónapjai, ez a monszunesők érkezéséig tart.
Az Egyesült Államok néhány területén a nyári évszak a Memorial Day (háborús hősök emléknapja) állami ünnepen kezdődik, ez május utolsó hétfője, és a Labor Day (a magyarországi munka ünnepének megfelelő ünnepnap) napján végződik, ami szeptember első hétfője. Hasonlóképpen más, popkulturális nézet szerint a nyár akkor kezdődik, amikor az általános és középiskolák bezárnak, vagyis június közepén, és addig tart, amíg az iskolák elkezdődnek, vagyis szeptember elejéig. Az Egyesült Államokban leggyakrabban a nyári évszakot a nyári napfordulótól az őszi napéjegyenlőség napjáig számítják.

### Magyarországon
A csillagászati nyár a nyári napfordulótól az őszi napéjegyenlőségig tart, tehát az északi féltekén a kezdete: június 20., 21. vagy 22. – vége: szeptember 22., 23. vagy 24.
A meteorológiai nyár június 1-jétől augusztus 31-ig tart.
Az északi féltekét nyáron éri a nap legnagyobb, vagyis merőlegeshez közeli beesési szögben. Június 21-én, a leghosszabb napon merőlegesen süti a Ráktérítőt a Nap.
A déli félgömbön december 22-én süti a nap merőlegesen a Baktérítőt, ezért ezen a napon van a déli félteke leghosszabb, míg az északi félteke legrövidebb napja.

## Az időjárás és a természet

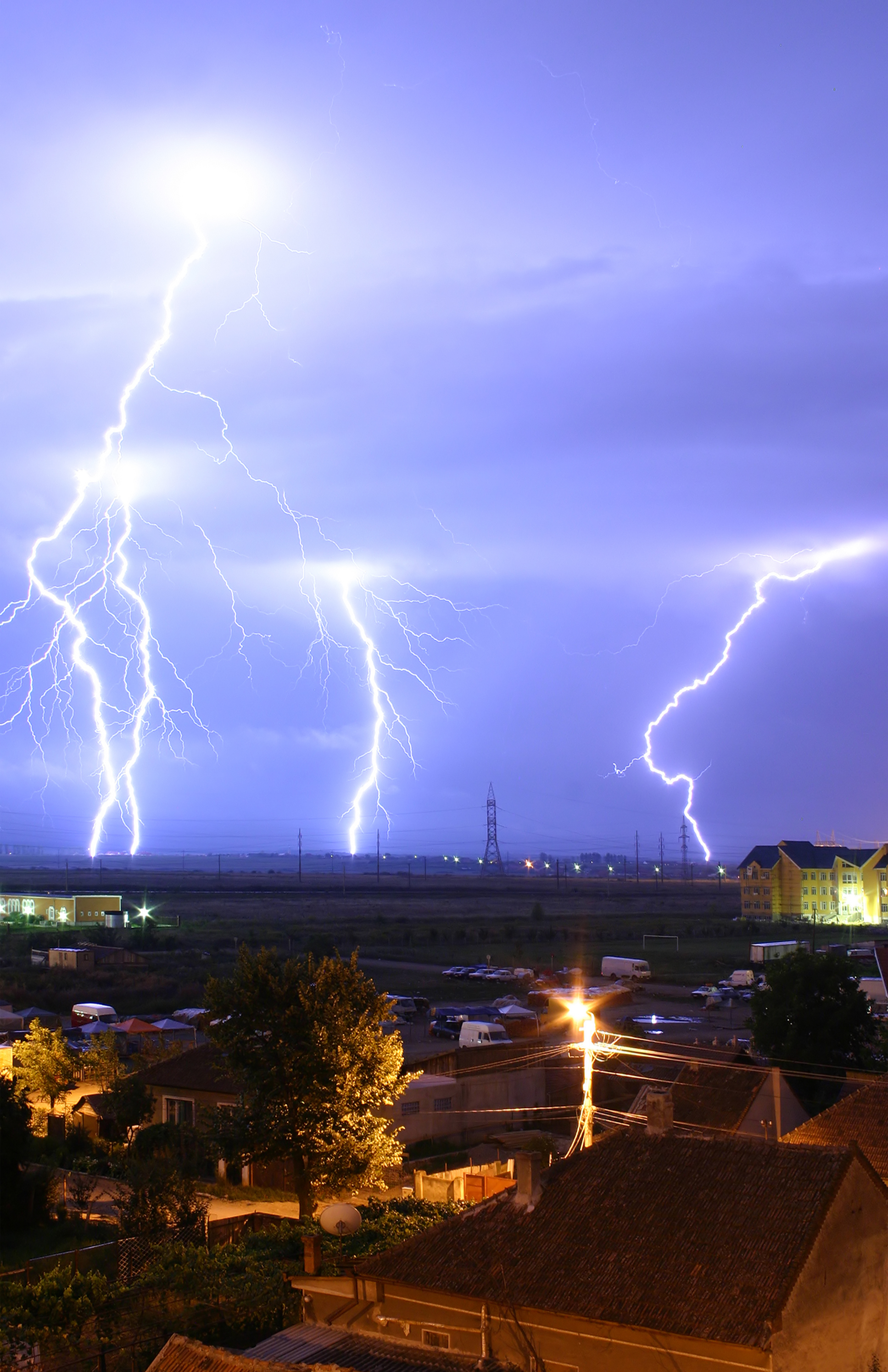
Nyári zivatar

A trópusi és szubtrópusi területeken nyáron érkezik az esős évszak. Amikor az esős időszak az uralkodó széljárásokhoz köthetően váltakozva következik be, azt monszunnak nevezzük. Az esős évszak a legfontosabb időszak a növények növekedése szempontjából a szavanna területein. Ez egyben azt is jelenti, hogy az esős időszakot az élelemhiány jellemzi, amíg a növények el nem érik a teljes érettséget. Emiatt a fejlődő országok népeinek testsúlya az évszakok változásával együtt változik; az esős évszak során súlycsökkenés, majd az első betakarítást követően súlygyarapodás jellemző. A malária előfordulása is gyakoribbá válik a magasabb hőmérséklet és nagy esőzések idején.
A szarvasmarhák az esős évszak kezdetén ellenek. Az esőzések kezdete jelzi a Pompás királylepkék elindulását Mexikóból. A lepkék trópusi fajtáinak ekkor nagyobb minták láthatóak szárnyaikon, hogy elriasszák lehetséges támadóikat. A lepkék ebben az időszakban aktívabbak, mint a száraz évszakban. A trópusokon és forróbb területeken az esőzések miatt csökken a tengerpartok sótartalma, ami serkenti a krokodilok fészekrakási kedvét. Más fajok, mint az Arroyo varangy is, az esős időszakot követő hónapokban párosodnak. A tatuk és a csörgőkígyók ilyenkor magasabban fekvő területekre vonulnak.
Az Atlanti-óceán északi részén rendszeres trópusi viharok törnek ki június 1. és november 30. között, csúcspontjuk késő augusztustól kezdve szeptemberben jellemző. A statisztikák szerint a tetőpont szeptember 10-e. A Csendes-óceán északkeleti részén nagyobb időszakot ölel fel az ilyen típusú aktivitás, de hasonló időpontokban, mint az Atlanti területeken. A Csendes-óceán északnyugati felén egész évben általánosak a hurrikánok, február-március környékén a legkisebb, szeptember elején a legnagyobb intenzitással. Az Indiai-óceán északi területein áprilistól decemberig fordulnak elő a viharok, májusi és novemberi tetőponttal. A déli féltekén a trópusi viharok időszakának körforgása július 1-jétől kezdődik, felöleli a trópusi viharok évszakát, mely november 1. és április vége között van, tetőpontjai február közepétől március elejéig tartanak.
Észak-Amerika belsejében zivatarfelhők hoznak jégesőt március és október között, ez jellemzően a délutáni és esti órákban történik, többségében májustól szeptemberig. A Wyoming-beli Cheyenne Észak-Amerika leginkább jégesőre hajlamos városa, ahol átlagosan 9-10 jégvihar fordul elő évszakonként.